# Герб Билибинского района
Герб Били́бинского района Чукотского автономного округа Российской Федерации.

## Описание герба
«В червлёном (красном) поле золотые восьмилучевые звёзды без числа, уложенные в два вытянутые цикламора накрест; в первом цикламоре ближайшая к правому верхнему углу звезда, а во втором — ближайшая к левому верхнему углу звезда имеют больший размер».

## Описание символики герба
Основными элементами герба Билибинского района являются звёзды, сплетённые и уложенные в два цикламора накрест, имея многогранный смысл и выражая главные особенности района.
Город Билибино вырос из посёлка, основанного в 1955 году в связи с открытием в долине реки Каральвеем месторождения рассыпного золота. В гербе богатства земли показывают золотые звёзды. Золото в геральдике также символ прочности, величия, интеллекта, великодушия.
Звёзды, уложенные в два цикламора накрест — две атомные орбиты, символически отражающие действующую в районе Билибинская АТЭЦ.
Посёлок строился представителями разных уголков России, что отражают звёзды, сплетённые в цикламоры, показывающие единство горожан, создавших новый город в необжитой тайге.
Красное поле герба также имеет многогранный смысл, соответствующий основной идее герба: красота золотых изделий; сила и энергия атома; мужество покорителей северных широт.
В гербе Билибинского района языком геральдических символов и аллегорий гармонично отражены его природные богатства и основной профиль деятельности местного населения.
Герб Билибинского района разработан при содействии Союза геральдистов России.
Авторы герба: Сергей Исаев (Москва); Константин Мочёнов (Химки); Виктор Часовской (Певек).
Герб утверждён решением № 2 Совета депутатов Билибинского района от 19 октября 2001 года.
Герб внесён в Государственный геральдический регистр Российской Федерации под № 944.